# Snowboard Park Tycoon
Snowboard Park Tycoon — компьютерная игра в жанре экономического симулятора с элементами симулятора сноубординга, разработанная американской компанией Cat Daddy Games и изданная Activision Value Publishing 26 сентября 2002 года (по другим данным — в январе 2003 года).
Позднее, в ноябре 2003 года, была выпущена другая игра разработки компании Cat Daddy Games — Championship Snowboarding 2004 — имеющая некоторые параллели с Snowboard Park Tycoon и одинаковый игровой движок, однако сфокусированная исключительно на части симулятора сноубординга, без стратегических элементов.

## Игровой процесс
Геймплей игры представляет собой симуляцию горнолыжного курорта. Игроку, в роли управляющего курортом, предстоит конструировать трассы для проведения различных соревнований и чемпионатов по сноубордингу — зимнему виду спорта, заключающемуся в спуске с заснеженных склонов и гор на специальном снаряде — сноуборде. Проектируя трассы, игрок расставляет трамплины и специальные преграды. Виртуальная камера размещается над трассой, что позволяет обозревать ландшафт.
На втором этапе участники турнира по сноубордингу оценивают созданный уровень, и в зависимости от полученной оценки, игрок может перейти к созданию новой трассы или продолжить доработку уже существующей; игроку разрешается самостоятельно участвовать в турнире, соревнуясь с другими участниками, которые управляются искусственным интеллектом.
Второй этап, в отличие от первого, который выполнен в схожей с градостроительными симуляторами стилистике, представляет собой симулятор сноубординга — игрок, управляя движениями доски с помощью клавиатуры и обзором при помощи мыши, должен победить в гонке других участников; виртуальная камера показывает протагониста от третьего лица. Существует несколько различных режимов проведения чемпионата, которые отличаются условиями.